# میکائل آنتوان مورادیان
اسقف میکائل آنتوان مورادیان ( انگلیسی: Mikaël Antoine Mouradian, I.C.P.B؛ زادهٔ ۵ ژوئیهٔ ۱۹۶۱) کشیش کلیسای کاتولیک ارمنی‌تبار اهل ایالات متحده آمریکا است که از سال ۲۰۱۱ اسقف کلیسای کاتولیک ارمنی بانوی ما نارگ در ایالات متحده آمریکا و کانادا می‌باشد.

## زندگی‌نامه
وی در ۵ ژوئیه ۱۹۶۱ در بیروت، لبنان به دنیا آمد .